# Музикално училище „Тоше Проески“
Музикалното училище „Тоше Проески“ (на македонска литературна норма: Музичко училиште „Тоше Проески“) е средно училище в град Битоля, Северна Македония.

## Местоположение
Училището е разположено на вървящия по реката Драгор булевард „Първи май“, в красива неокласическа сграда на № 110, обявена за паметник на културата.

## История
Основано е в 1963 година. Освен средно към него има основно училище. От 2008 година носи името на училия в него Тоше Проески.